# European Rugby Challenge Cup 2016-2017
La European Rugby Challenge Cup 2016-17 (in inglese 2016-17 European Rugby Challenge Cup; in francese Challenge européen 2016-17) fu la 3ª edizione della European Rugby Challenge Cup, competizione per club di rugby a 15 organizzata da European Professional Club Rugby come torneo cadetto della Champions Cup, nonché la 21ª assoluta della Challenge Cup.
Si tenne dal 13 ottobre 2016 al 12 maggio 2017 tra 20 squadre provenienti da 7 federazioni (Francia, Galles, Inghilterra, Italia, Romania, Russia e Scozia).
18 club giunsero alla competizione direttamente dai propri campionati nazionali e 2 — le rappresentanti di Romania e Russia — dal Qualifying Competition organizzata da Rugby Europe e Federazione Italiana Rugby.
La vittoria finale arrise alla formazione parigina dello Stade français che, alla sua terza finale dopo quelle perse nel 2011 e 2013, riuscì a conquistare il torneo battendo a Edimburgo gli inglesi del Gloucester per 25 a 17; Sergio Parisse fu così il primo capitano italiano a ricevere una coppa europea di club.

## Formula
Le 20 squadre furono determinate nel modo seguente:
- 18 squadre non qualificate alla Champions Cup 2016-17 di cui:
  - le 5 squadre della English Premiership 2015-16 classificatesi dal settimo all'undicesimo posto e la vincitrice del Championship della stessa stagione
  - le 5 squadre del Top 14 2015-16 dall'ottavo al dodicesimo posto e le prime due del ProD2 della stessa stagione
  - le 2 peggiori gallesi, la peggiore italiana e la peggiore scozzese del Pro12 2015-16
- 2 squadre provenienti dal torneo di qualificazione (Qualifying Competition) cui presero parte club da Belgio, Germania, Italia, Romania, Russia e Spagna[1][2].

Detta competizione di qualificazione fu sostituita, all'inizio della stagione 2016-17, dall'European Rugby Continental Shield, destinato a esprimere due squadre qualificate alla Challenge Cup della stagione successiva.
Le 20 squadre qualificate furono ripartite in 5 gironi da 4 squadre ciascuno.
A passare ai quarti di finale furono le cinque vincitrici di girone e le tre migliori seconde classificate; alle cinque vincitrici fu assegnato il seeding da 1 a 5, alle seconde da 6 a 8.
I quarti di finale si tennero in casa con delle squadre con i seeding da 1 a 4 che ricevettero rispettivamente le qualificate con il seeding da 8 a 5.
Le semifinali si tennero tra i vincitori dei quarti di finale.
La finale si tenne allo stadio di Murrayfield di Edimburgo, in Scozia.
Tutte le fasi a eliminazione si tennero a gara unica.

## Qualifying Competition

### Fase a gironi
|                  | Risultati                 |       |
| ---------------- | ------------------------- | ----- |
| 14 novembre 2015 | Kituro — Fiamme Oro       | 6-24  |
| 14 novembre 2015 | Rovigo — GD Direito       | 29-19 |
| 21 novembre 2015 | Valladolid — Timișoara    | 18-36 |
| 21 novembre 2015 | GD Direito — Heidelberg   | 21-24 |
| 21 novembre 2015 | Fiamme Oro — Mogliano     | 19-0  |
| 12 dicembre 2015 | Timișoara — Rovigo        | 45-13 |
| 12 dicembre 2015 | Fiamme Oro — GD Direito   | 17-10 |
| 12 dicembre 2015 | Mogliano — Heidelberg     | 26-32 |
| 12 dicembre 2015 | Valladolid — Kituro       | 62-0  |
| 19 dicembre 2015 | Timișoara — Fiamme Oro    | 35-14 |
| 19 dicembre 2015 | Heidelberg — Kituro       | 50-14 |
| 19 dicembre 2015 | Mogliano — Valladolid     | 10-22 |
| 9 gennaio 2016   | GD Direito — Valladolid   | 22-12 |
| 16 gennaio 2016  | Heidelberg RK — Timișoara | 3-10  |
| 16 gennaio 2016  | Rovigo — Mogliano         | 32-13 |
| 23 gennaio 2016  | Kituro — Rovigo           | 0-62  |

#### Classifica Pool A
| Pos | Squadra       | G | V | N | P | PF  | PS | P± | BP | PT |
| --- | ------------- | - | - | - | - | --- | -- | -- | -- | -- |
| 1   | Rovigo        | 4 | 3 | 0 | 1 | 136 | 77 | 59 | 3  | 15 |
| 2   | Heidelberg RK | 4 | 3 | 0 | 1 | 109 | 71 | 38 | 3  | 15 |
| 3   | Fiamme Oro    | 4 | 3 | 0 | 1 | 74  | 51 | 23 | 0  | 12 |
| 4   | Valladolid    | 4 | 2 | 0 | 2 | 114 | 68 | 46 | 1  | 9  |

#### Classifica Pool B
| Pos | Squadra    | G | V | N | P | PF  | PS  | P±   | BP | PT |
| --- | ---------- | - | - | - | - | --- | --- | ---- | -- | -- |
| 1   | Timişoara  | 4 | 4 | 0 | 0 | 126 | 48  | 78   | 3  | 19 |
| 2   | GD Direito | 4 | 1 | 0 | 3 | 72  | 82  | −10  | 2  | 6  |
| 3   | Mogliano   | 4 | 0 | 0 | 4 | 49  | 105 | −56  | 2  | 2  |
| 4   | Kituro     | 4 | 0 | 0 | 4 | 20  | 198 | −178 | 0  | 0  |

### Finali
| Arbitro: | Foley |

|  |    |                                                  |
|  | mt | 18’ Baranov 34’ Orlov 47’, 62’ Gajsin 67’ Temnov |
|  | tr | 18’, 34’, 47’ Kušnarëv                           |

| Arbitro: | Andrew Brace |

|                             |      |                     |
| Shennan Tangimana (2) Umaga | mt   | De Santis Susio (2) |
| Calafeteanu (2)             | tr   | Vlaicu              |
| Calafeteanu (4)             | c.p. | Vlaicu (2)          |

| Arbitro: | Ben Whitehouse |

|                                                      |      |            |
| Simonov 17’, 48’ Kurašov 22’ Rudoj 54’ Magomedov 71’ | mt   | 62’ Lubian |
| Kušnarëv 17’, 22’, 48’, 71’                          | tr   |            |
| Kušnarëv 8’, 21’                                     | c.p. |            |

| Arbitro: | Maxwell-Keys |

|                         |      |                                       |
| Minozzi 46’ Tuvaiti 71’ | mt   | 53’ Drenceanu 58’ Burcea 75’ Sefanaia |
| Buscema 46’ Minozzi 71’ | tr   | 53’, 58’ Calafeteaeu                  |
| Buscema 13’             | c.p. | 2’, 40’, 78’ Calafeteaeu              |

## Squadre partecipanti

### Classificazione per torneo
|   | Top 14         | Premiership | Pro12         | Qualifying Competition |
| - | -------------- | ----------- | ------------- | ---------------------- |
| 1 | Brive          | Harlequins  | Cardiff Rugby | Enisej-STM             |
| 2 | La Rochelle    | Gloucester  | Ospreys       | Timişoara              |
| 3 | Grenoble       | Bath        | Edimburgo     |                        |
| 4 | Pau            | Worcester   | Newport G.D.  |                        |
| 5 | Stade français | Newcastle   | Benetton      |                        |
| 6 | Lione          | Bristol     |               |                        |
| 7 | Bayonne        |             |               |                        |

### Composizione dei gironi
| Fascia | Girone 1   | Girone 2      | Girone 3  | Girone 4   | Girone 5       |
| ------ | ---------- | ------------- | --------- | ---------- | -------------- |
| 1      | Harlequins | Cardiff Rugby | Brive     | Ospreys    | La Rochelle    |
| 2      | Gloucester | Bath          | Edimburgo | Grenoble   | Worcester      |
| 3      | Pau        | Newport G.D.  | Newcastle | Benetton   | Stade français |
| 4      | Bristol    | Lione         | Bayonne   | Enisej-STM | Timişoara      |

## Fase a gironi

### Girone A
|            | Incontri girone 1              |       |
| ---------- | ------------------------------ | ----- |
| 15-10-2016 | Benetton Treviso — La Rochelle | 10-41 |
| 15-10-2016 | Bayonne — Gloucester           | 27-47 |
| 20-10-2016 | La Rochelle — Bayonne          | 51-24 |
| 22-10-2016 | Gloucester — Benetton Treviso  | 37-8  |
| 08-12-2016 | Gloucester — La Rochelle       | 35-14 |
| 09-12-2016 | Bayonne — Benetton Treviso     | 15-28 |
| 17-12-2016 | Benetton Treviso — Bayonne     | 21-17 |
| 17-12-2016 | La Rochelle — Gloucester       | 42-13 |
| 12-1-2017  | Bayonne — La Rochelle          | 14-24 |
| 12-1-2017  | Benetton Treviso — Gloucester  | 0-41  |
| 19-1-2017  | Gloucester — Bayonne           | 61-19 |
| 19-1-2017  | La Rochelle — Benetton Treviso | 31-8  |

#### Classifica
| Pos | Squadra     | G | V | N | P | PF  | PS  | P±   | BP | PT |
| --- | ----------- | - | - | - | - | --- | --- | ---- | -- | -- |
| 1   | Gloucester  | 6 | 5 | 0 | 1 | 237 | 110 | 127  | 5  | 25 |
| 2   | La Rochelle | 6 | 5 | 0 | 1 | 203 | 104 | 99   | 4  | 24 |
| 3   | Benetton    | 6 | 2 | 0 | 4 | 75  | 182 | −107 | 0  | 8  |
| 4   | Bayonne     | 6 | 0 | 0 | 6 | 116 | 235 | −119 | 1  | 1  |

### Girone B
|            | Incontri girone 2    |       |
| ---------- | -------------------- | ----- |
| 14-10-2016 | Grenoble — Lione     | 13-29 |
| 14-10-2016 | Ospreys — Newcastle  | 45-0  |
| 22-10-2016 | Lione — Ospreys      | 13-31 |
| 23-10-2016 | Newcastle — Grenoble | 50-7  |
| 8-12-2016  | Grenoble — Ospreys   | 42-12 |
| 10-12-2016 | Lione — Newcastle    | 7-59  |
| 17-12-2016 | Ospreys — Grenoble   | 71-3  |
| 18-12-2016 | Newcastle — Lione    | 48-29 |
| 12-1-2017  | Grenoble — Newcastle | 31-27 |
| 12-1-2017  | Ospreys — Lione      | 47-7  |
| 19-1-2017  | Lione — Grenoble     | 57-13 |
| 19-1-2017  | Newcastle — Ospreys  | 21-26 |

#### Classifica
| Pos | Squadra   | G | V | N | P | PF  | PS  | P±   | BP | PT |
| --- | --------- | - | - | - | - | --- | --- | ---- | -- | -- |
| 1   | Ospreys   | 6 | 6 | 0 | 0 | 279 | 51  | 228  | 6  | 30 |
| 2   | Lione     | 6 | 3 | 0 | 3 | 187 | 164 | 23   | 4  | 16 |
| 3   | Newcastle | 6 | 2 | 0 | 4 | 158 | 180 | −22  | 4  | 12 |
| 4   | Grenoble  | 6 | 1 | 0 | 5 | 74  | 303 | −229 | 1  | 5  |

### Girone C
|            | Incontri girone 3            |       |
| ---------- | ---------------------------- | ----- |
| 14-10-2016 | Newport Dragons — Brive      | 37-16 |
| 15-10-2016 | Enisej-STM — Worcester       | 19-12 |
| 22-10-2016 | Enisej-STM — Newport Dragons | 38-18 |
| 22-10-2016 | Worcester — Brive            | 24-25 |
| 10-12-2016 | Enisej-STM — Brive           | 8-43  |
| 10-12-2016 | Worcester — Neport Dragons   | 33-20 |
| 16-12-2016 | Brive — Enisej-STM           | 38-18 |
| 16-12-2016 | Newport Dragons — Worcester  | 22-7  |
| 13-1-2017  | Newport Dragons — Enisej-STM | 34-10 |
| 14-1-2017  | Brive — Worcester            | 17-14 |
| 21-1-2017  | Brive — Newport Dragons      | 36-19 |
| 21-1-2017  | Worcester — Enisej-STM       | 57-14 |

#### Classifica
| Pos | Squadra    | G | V | N | P | PF  | PS  | P±  | BP | PT |
| --- | ---------- | - | - | - | - | --- | --- | --- | -- | -- |
| 1   | Brive      | 6 | 5 | 0 | 1 | 175 | 120 | 55  | 3  | 23 |
| 2   | Dragons    | 6 | 3 | 0 | 3 | 150 | 140 | 10  | 2  | 14 |
| 3   | Worcester  | 6 | 2 | 0 | 4 | 147 | 117 | 30  | 5  | 13 |
| 4   | Enisej-STM | 6 | 2 | 0 | 4 | 107 | 202 | −95 | 1  | 9  |

### Girone D
|            | Incontri girone 4       |       |
| ---------- | ----------------------- | ----- |
| 14-10-2016 | Bristol — Cardiff Blues | 20-33 |
| 15-10-2016 | Pau — Bath              | 22-25 |
| 20-10-2016 | Bath — Bristol          | 22-6  |
| 21-10-2016 | Cardiff Blues — Pau     | 27-12 |
| 10-12-2016 | Cardiff Blues — Bath    | 28-3  |
| 11-12-2016 | Bristol — Pau           | 41-14 |
| 15-12-2016 | Bath — Cardiff Blues    | 38-3  |
| 16-12-2016 | Pau — Bristol           | 18-28 |
| 13-1-2017  | Bristol — Bath          | 22-57 |
| 14-1-2017  | Pau — Cardiff Blues     | 21-22 |
| 21-1-2017  | Bath — Pau              | 69-10 |
| 21-1-2017  | Cardiff Blues — Bristol | 37-21 |

#### Classifica
| Pos | Squadra       | G | V | N | P | PF  | PS  | P±   | BP | PT |
| --- | ------------- | - | - | - | - | --- | --- | ---- | -- | -- |
| 1   | Bath          | 6 | 5 | 0 | 1 | 214 | 91  | 123  | 3  | 23 |
| 2   | Cardiff Rugby | 6 | 5 | 0 | 1 | 150 | 115 | 35   | 2  | 22 |
| 3   | Bristol       | 6 | 2 | 0 | 4 | 138 | 181 | −43  | 2  | 10 |
| 4   | Pau           | 6 | 0 | 0 | 6 | 97  | 212 | −115 | 2  | 2  |

### Girone E
|            | Incontri girone 5           |       |
| ---------- | --------------------------- | ----- |
| 13-10-2016 | Harlequins — Stade français | 43-21 |
| 15-10-2016 | Timişoara — Edimburgo       | 17-59 |
| 20-10-2016 | Stade français — Timişoara  | 27-0  |
| 22-10-2016 | Edimburgo — Harlequins      | 36-35 |
| 10-12-2016 | Timişoara — Harlequins      | 3-42  |
| 10-12-2016 | Edimburgo — Stade français  | 28-23 |
| 15-12-2016 | Stade français — Edimburgo  | 26-20 |
| 17-12-2016 | Harlequins — Timişoara      | 75-3  |
| 14-1-2017  | Harlequins — Edimburgo      | 18-23 |
| 14-1-2017  | Timişoara - Stade français  | 0-28  |
| 20-1-2017  | Edimburgo — Timişoara       | 49-3  |
| 22-1-2017  | Stade français — Harlequins | 27-17 |

#### Classifica
| Pos | Squadra        | G | V | N | P | PF  | PS  | P±   | BP | PT |
| --- | -------------- | - | - | - | - | --- | --- | ---- | -- | -- |
| 1   | Edimburgo      | 6 | 5 | 0 | 1 | 215 | 122 | 93   | 4  | 24 |
| 2   | Stade français | 6 | 4 | 0 | 2 | 152 | 108 | 44   | 4  | 20 |
| 3   | Harlequins     | 6 | 3 | 0 | 3 | 230 | 113 | 117  | 6  | 18 |
| 4   | Timişoara      | 6 | 0 | 0 | 6 | 26  | 277 | −251 | 0  | 0  |

## Ordine di qualificazione
| Ordine               | Squadra              | Pt                   | Mt                   | Diff                 |
| Vincitrici di girone | Vincitrici di girone | Vincitrici di girone | Vincitrici di girone | Vincitrici di girone |
| -------------------- | -------------------- | -------------------- | -------------------- | -------------------- |
| 1                    | Ospreys              | 30                   | 42                   | 228                  |
| 2                    | Gloucester           | 25                   | 31                   | 127                  |
| 3                    | Edimburgo            | 24                   | 30                   | 93                   |
| 4                    | Bath                 | 23                   | 24                   | 123                  |
| 5                    | Brive                | 23                   | 21                   | 55                   |
| Seconde classificate |                      |                      |                      |                      |
| 6                    | La Rochelle          | 24                   | 28                   | 99                   |
| 7                    | Cardiff Rugby        | 22                   | 16                   | 35                   |
| 8                    | Stade français       | 20                   | 20                   | 44                   |
| —                    | Lione                | 16                   | 26                   | 23                   |
| —                    | Dragons              | 14                   | 19                   | 10                   |

## Fase a playoff
|  | Quarti di finale | Quarti di finale | Quarti di finale |                |    | Semifinali     | Semifinali | Semifinali |  |  | Finale | Finale     | Finale |
|  |                  |                  |                  |                |    |                |            |            |  |  |        |            |        |
|  | 3                | Edimburgo        | 22               |                |    |                |            |            |  |  |        |            |        |
|  | 6                | La Rochelle      | 32               |                |    |                |            |            |  |  |        |            |        |
|  | 6                | La Rochelle      | 32               |                |    | La Rochelle    | 14         |            |  |  |        |            |        |
|  |                  |                  |                  |                |    | La Rochelle    | 14         |            |  |  |        |            |        |
|  |                  |                  | Gloucester       | 16             |    |                |            |            |  |  |        |            |        |
|  | 2                | Gloucester       | Gloucester       | 16             | 46 |                |            |            |  |  |        |            |        |
|  | 2                | Gloucester       |                  |                | 46 |                |            |            |  |  |        |            |        |
|  | 7                | Cardiff Rugby    | 26               |                |    |                |            |            |  |  |        |            |        |
|  |                  |                  |                  |                |    |                |            |            |  |  |        | Gloucester | 17     |
|  |                  |                  |                  | Stade français | 25 |                |            |            |  |  |        |            |        |
|  | 1                | Ospreys          | 21               |                |    |                |            |            |  |  |        |            |        |
|  | 8                | Stade français   | 25               |                |    |                |            |            |  |  |        |            |        |
|  | 8                | Stade français   | 25               |                |    | Stade français | 28         |            |  |  |        |            |        |
|  |                  |                  |                  |                |    | Stade français | 28         |            |  |  |        |            |        |
|  |                  |                  | Bath             | 25             |    |                |            |            |  |  |        |            |        |
|  | 4                | Bath             | Bath             | 25             | 34 |                |            |            |  |  |        |            |        |
|  | 4                | Bath             |                  |                | 34 |                |            |            |  |  |        |            |        |
|  | 5                | Brive            | 20               |                |    |                |            |            |  |  |        |            |        |

### Quarti di finale
| Arbitro: | Luke Pearce |

|                                        |      |                                         |
| Burleigh 19’ R. Ford 39’ H. Watson 46’ | mt   | 5’, 11’ Maurouard 24’ Retière 35’ Barry |
| Tovey 19’ Hidalgo-Clyne 46’            | tr   | 5’, 11’, 35’ B. James                   |
| D. Weir 65’                            | c.p. | 69’, 79’ B. James                       |

| Arbitro: | Marius Mitrea |

|                                                |      |                    |
| Faletau 21’, 43’ Homer 27’ Rokoduguni 31’, 75’ | mt   | 49’, 55’ Sanconnie |
| Priestland 21’, 43’, 75’                       | tr   | 50’, 56’ Germain   |
| Priestland 9’                                  | c.p. | 14’, 19’ Germain   |

| Arbitro: | Pascal Gaüzère |

|                                                                  |      |                        |
| Moriarty 10’ Marshall 25’, 58’ J. May 54’ Atkinson 65’ Purdy 78’ | mt   | 4’, 34’ A. Cuthbert    |
| Burns 10’ Twelvetrees 25’, 54’, 58’, 65’                         | tr   | 4’, 34’ Shingler       |
| Burns 17’ Twelvetrees 23’                                        | c.p. | 14’, 21’, 49’ Shingler |
|                                                                  | drop | 39’ Anscombe           |

| Arbitro: | Matthew Carley |

|                         |      |                                   |
| Matavesi 47’ Ardron 76’ | mt   | 30’ Zhvania 54’ Lakafia 59’ Arias |
| Biggar 76’              | tr   | 54’, 59’ Plisson                  |
| Biggar 13’, 33’, 53’    | c.p. | 28’, 44’ Plisson                  |

### Semifinali
| Arbitro: | Andrew Brace |

|                        |      |                       |
| Lagrange 66’           | mt   | 59’ Burns             |
|                        | tr   | 59’ Burns             |
| B. James 24’, 40’, 65’ | c.p. | 9’, 18’, 56’ B. Burns |

| Arbitro: | John Lacey |

|                                    |      |                                      |
| Doumayrou 12’ Plisson 48’ Pyle 78’ | mt   | 63’ Rokoduguni 68’ Fruean 71’ Stooke |
| Plisson 12’, 78’                   | tr   | G. Ford 63’, 71’                     |
| Plisson 5’, 17’                    | c.p. | 10’, 34’ Ford                        |
| Plisson 80’                        | drop |                                      |

### Finale
| Arbitro: | John Lacey |

| |              | |
| J. May 13’ Moriarty 78’ | mt           | 31’ Parisse 56’ Danty 70’ Doumayrou |
| Burns 13’, 78’ | tr           | 31’ Plisson 70’ M. Steyn |
| Burns 21’ | c.p.         | 26’ Plisson 74’ M. Steyn |
| · Marshall · Sharples · 61’ Scott · 71’ Atkinson · J. May · Burns · 42’ Heinz (c) · 62’ J. Hohneck · 72’ Hibbard · 21’ Afoa · 59’ Savage · 74’ Thrush · Moriarty · Ludlow · B. Morgan | Formazioni   | · H. Bonneval · Vuidarvuwalu · Doumayrou · Danty 72’ · Camara · Plisson 66’ · Genia 69’ · H. v.d. Merwe 68’ · Bonfils 72’ · Slimani 41’ 68’ · Pyle 66’ · Gabrillagues · Burban 58’ · Ross · Parisse (c) |
| · 21’ P. McAllister · 42’ Laidlaw · 59’ Galarza · 61’ Twelvetrees · 62’ Y. Thomas · 71’ Trinder · 74’ F. Clarke · 74’ Dawidiuk                                                        | Sostituzioni | · Alo-Emile 41’ · Lakafia 58’ · Alberts 66’ · M. Steyn 66’ · Dupuy 69’ · Panis 72’ · Sinzelle 72’ |
| David Humphreys | Allenatori   | Gonzalo Quesada |